# Blažovnica
Blažóvnica je desni pritok Drave s severne strani vzhodnega Pohorja pri Limbušu. Začne se v gozdu na severni strani Pohorja tik pod vršnim slemenom v bližini razglednega stolpa in teče proti severu po globoki gozdnati grapi. V Vrhovem Dolu se ji zmanjša strmec in tu je nasula izrazit vršaj, z leve pa se ji pridruži nekaj manjših pritokov. Dolina se nekoliko razširi in potok teče med vinorodnimi goricami skozi Hrastje naprej proti severu in severovzhodu. Pri Limbušu, ki prav tako stoji na njenem vršaju, vstopi v ravnino na desnem bregu Drave, se malo niže vreže v dravsko teraso in izliva v Mariborsko jezero na reki Dravi.
Na Pohorju teče potok po ozki grapi, izdelani v metamorfnih kamninah (gnajs), ob vznožju pa prečka pas vinorodnega gričevja iz mehkejših miocenskih laporjev, v katerih je izdelal nekoliko širšo dolino z ravnim dnom. Vse do Limbuša teče po naravni strugi, obdani z grmovnim in drevesnim rastjem, skozi Limbuš pa je struga spremenjena v ozek umetni kanal, stisnjen med cesto in stanovanjske hiše, kjer visoki vodi hudourniškega potoka primanjkuje prostora in ob močnejših nalivih grozi s poplavami. Pod Limbušem teče potok spet po naravni strugi, globoko vrezani v dravski prod.
Na starih avstrijskih vojaških kartah, na katerih se potok imenuje Lembach, je zarisano, da se Blažovnica pred dobrim stoletjem ni izlivala v Dravo na današnjem mestu, ampak je pod Limbušem zavila proti severozahodu mimo pokopališča in se stekala v Dravo nekaj sto metrov gorvodno od današnjega izliva. Kdaj so potok prestavili v sedanjo strugo, ni znano.
Zgornji del porečja Blažovnice nad Vrhovim Dolom je vključen v območje Natura 2000 (Pohorje). V dolini nad Limbušem stoji na levem bregu potoka velika zgradba nekdanjega Čeligijevega mlina iz začetka 19. stoletja.